# NGC 6451
NGC 6451 ist ein offener Sternhaufen (Typdefinition „II1p“) im Sternbild Skorpion. Er wurde am 24. Juni 1784 von Wilhelm Herschel mit einem 18,7-Zoll-Spiegelteleskop entdeckt, der ihn dabei mit „a cluster of small and pretty compressed stars of several magnitudes, 5′ or 6′ diameter, not very rich“ beschrieb.
John Herschel notierte bei zwei Beobachtungen mit einem 18-Zoll-Spiegelteleskop „pretty rich, irregularly round, stars 13m, a cluster with a great black cut acorss it; 6′ diameter, with many outliers“ und „a remarkable cluster, divided into two by a broad vacant straight band, irregularly round, 8′ diameter, stars 12..15m, See fig 6, Plate V“.